# Списак филмова из Републике Српске
Списак филмова из Републике Српске
Ово је списак свих играних и документарних филмова из Републике Српске по годинама када су они снимани, односно када су премијерно приказани.

## 1992.
- Љето сам провео..., продукција: Срна филм, режија: Зоран Маслић и Миодраг Тарана, (први награђени документарни филм из Републике Српске, добитник награде за најбољи филм на 40. југословенском фестивалу документарног и краткометражног филма у Београду 1993. године)[1][2]
- Еуровисион, продукција: СРНА филм, режија: Зоран Маслић
- Мир у Јањи, продукција: СРНА филм, режија:Миодраг Тарана и Зоран Маслић

## 1993.
- Ампутирци, продукција: Срна филм и Канал С, режија: Милован Пандуревић
- UNproWAR, продукција: СРНА филм, режија: Миленко Јовановић
- Преображење Јабуке Горње, продукција: Срна филм, режија: Зоран Маслић
- Операција Коридор, продукција: ТВ Бања Лука, режија: Раде Малешевић и Љубомир Паљевић.[3]
- Љетопис јабучке школе, продукција: Срна филм, режија: Раде Симоновић
- Босна, земља мржње, продукција: Срна филм, режија: Бранко Брђанин Бајовић
- Порушени храмови, продукција: Срна филм, режија: Милован Пандуревић
- Миленко Јефтић, продукција: Срна филм, режија: Милан Ракић

## 1994.
- Још увијек сањам Пребиловце, продукција: Срна филм, режија: Зоран Маслић
- Манастир Возућица, продукција: Срна филм,С канал, режија: Милован Пандуревић
- Азбучни видео буквар, продукција: Срна филм, режија: Зоран Маслић
- Гаврило Принцип, продукција: Радио-телевизија Републике Српске, режија: Наташа Келечевић
- Јасеновац, град мртвих, продукција: Радио-телевизија Републике Српске , режија: Драган Елчић
- Добар је онај ко победи, продукција: Видеовизија - Београд, режија: Сретен Мијовић и Љубомир Паљевић

## 1995.
- Мој Милане, продукција: Срна филм, режија: Душко Анђић (добитник награде за режију на 42. југословенском фестивалу документарног и краткометражног филма у Београду 1995, и специјална награде на Међународном филмском фестивалу „Златни витез“ у Москви 1997. године)
- Јасеновац, предграђе мртвих (I. дио), продукција: Радио-телевизија Републике Српске , режија: Драган Тепачевић
- Јасеновац, предграђе мртвих (II. дио), продукција: Радио-телевизија Републике Српске , режија: Драган Тепачевић

## 1996.
- Егзодус поново, продукција: Српска радио-телевизија, режија: Сњежан Лаловић (добитник Златне медаље Београда за најбољи документарни филм на Југословенском фестивалу документарног и краткометражног филма у Београду 1996. године)
- Крст-ић, продукција: СРНА фест, режија: Драган Елчић (добитник „Гран при“ 46. Југословенског фестивала документарног и краткометражног филма у Београду 1996, и „Златни витез“ на Међународном филмском фестивалу у Минску 1996. године)
- Приче из земунице, продукција: СРНА филм, режија: Драган Тепавчевић (добитник Специјалне награде на Међународном филмском фестивалу „Златни витез“ у Москви 1997. године)
- Посљедњи викенд у Сарајеву, продукција: Срна филм, режија: Драган Елчић
- Сарајево, почетак и крај, продукција: Срна филм, режија: Драган Елчић
- Крсташи, продукција: Срна филм, режија: Драган Елчић
- Маратонац, продукција: Срна филм, режија: Драган Елчић
- Одлази Српско Сарајево, продукција: Радио-телевизија Републике Српске, режија: Сњежан Лаловић

## 1997.
- Сувенир (филм), продукција: СРНА филм, режија: Милован Пандуревић (добитник Златне медаље Београда за најбољи документарни филм на Југословенском фестивалу документарног и краткометражног филма у Београду 1996. године)
- Повратак јужним планинама, продукција: СРНА филм, режија: Славко Милановић (добитник награде за најбољи еколошки филм на Међународном фестивалу еколошког, спортског и туристичког филма на Златибору 1999.)
- Саво водо, продукција: СРНА фест, режија: Драган Елчић
- Дјечак са планине, продукција: Алтернативна телевизија Бања Лука, режија: Зоран Поповић
- Срећа је остати жив, продукција: СРНА филм, режија: Милован Пандуревић

## 1998.
- Које ли је ово доба ноћи?, продукција: СРНА филм, режија: Драган Елчић (добитник награде „Александар Невски“ на Међународном филмском фестивалу у Кијеву 1998, и Специјалне награде на Међународном филмском фестивалу у Драми 1998. године)
- Малена, продукција: СРНА филм, режија: Драган Елчић
- Српске цркве брвнаре - знаци трајања, продукција: СРНА филм, режија: Милован Пандуревић

## 1999.
- Мејдан Симеуна Ђака, продукција: Независна радио-телевизија Бања Лука, режија: Петар Зец
- Воде нешто носе, продукција: СРНА филм, режија: Миро Млађеновић

## 2000.
- Живот (филм), продукција: СРНА фест, режија: Драган Елчић (добитник награде „Златни витез“ на Међународном филмском фестивалу Златни витез у Москви 2000. године)
- Људи са депоније, продукција: Радио-телевизија Републике Српске, режија: Горан Дујаковић
- Јовица и Зорица, продукција: ОСЈЕ - Козарска Дубица, режија: Симо Брдар
- Сам, продукција: Радио-телевизија Републике Српске, режија: Биљана Бокић
- У потрази за сном, продукција: Алтернативна телевизија - Бањалука, режија: Љубомир Паљевић
- Трепетова, продукција: Телевизија Симић, режија: Гордан Братић
- Буквар буквица, продукција: СРНА филм, режија: Миленко Јовановић

## 2001.
- Агресија према природи, продукција: Еколошки покрет Бањалука, режија: Милош Стојаковић
- Оаза на асфалту, продукција: Еколошки покрет Бањалука, режија: Милош Стојаковић
- Мој мртви град, продукција: Еколошки покрет Бањалука, режија: Милош Стојаковић
- На Дрини Ћуприја, продукција: Независна РТВ Бањалука, режија: Бранко Кичић
- Очи на оба свијета, продукција: Радио-телевизије Републике Српске, режија: Милован Пандуревић
- Савски котлић, продукција: Телевизија ГЛС - Србац, аутор: Љубомир Паљевић

## 2002.
- Пуно радно вријеме, продукција: Алтернативна телевизија Бања Лука, режија: Драгана Бањац и Александар Захородни
- Бањалучка православна епархија, продукција: Независна РТВ Бања Лука, режија: Ђорђе Траживук
- Послушање, продукција:  Телевизија БеЛ канал - Бањалука, режија: Симо Брдар
- Ледено подземље, продукција:  Радио-телевизија РС - Бањалука, режија: Горан Дујаковић
- Лед, продукција:  Радио-телевизија РС - Бањалука, режија: Горан Дујаковић
- Илија се вратио, продукција:  Радио-телевизија РС - Бањалука, аутор: Михајло Орловић

## 2003.
- Марјановићи, продукција: ОСЈЕ - Козарска Дубица, и Филм и тон-Београд, режија: Симо Брдар (добитник награде МЕФЕСТ 2003, и дипломе на Међународном филмском фестивалу „Златни витез“ у Москви 2003. године)
- Писмо Ивану, продукција: СРНА филм, режија: Милован Пандуревић (добитник специјалне награде на „Хомољским сусретима“ у Кучеву 2003, и на Међународном филмском фестивалу „Златни витез“ у Москви 2003. године)
- Пећине Републике Српске, (2003)
- XXI вијек, продукција: Алтернативна телевизија Бањалука, режија: Драгана Бањац и Александар Захородни
- Био једном један шампион, продукција: Независна радио-телевизија Бањалука, режија: Дејан Стрика
- Слив Пливе, продукција: Независна радио-телевизија Бањалука, режија: Владимир Момчиловић
- Јан Беран - Обликом капља, садржином море, продукција: СРНА филм, режија: Александра Елчић
- Трансенденција, продукција: ВизАрт, Асоцијација за визуелне умјетности Бања Лука, режија: Зоран Галић
- Зашто није отишао Боро?, продукција: СРНА филм, режија: Милован Пандуревић

## 2004.
- Дробљење тишине, продукција: Радио-телевизија Републике Српске, режија: Горан Дујаковић (награда за фотографију „Олива“ у категорији еколошког филма на Међународном телевизијском фестивалу у Бару 2004, и Специјална награда на Међународном фестивалу еколошког филма Јахоринафест 2008. године)
- Бакови са Змијања, продукција: Независна радио-телевизија Бања Лука, режија: Ђорђе Траживук
- Слике Јахорине и околине, продукција: СРНА филм, режија: Милован Пандуревић
- Кофер прошлости, продукција: Алтернативна телевизија Бањалука, режија: Драгана Бањац и Александар Захородни
- Ето Соке, проходала, продукција: БЕЛ телевизија Бањалука, режија: Синиша Рашљић
- Хероји за један дан, продукција: Академија умјетности Бањалука, и ВизАрт, Асоцијација за визуелне умјетности Бања Лука, режија: Бориша Савић (2004/2005)
- Контрапункт за њу, продукција: ИНАТ Продустионс, режија: Данијела Мајсторовић
- О сликарству, продукција: СРНА филм, режија: Милован Пандуревић
- Ми смо деца косовског мита, продукција: Независна РТВ - Бањалука, режија: Милада Поповић
- Етнологија, продукција: Скенду компанија, Бањалука, аутор: Милош Стојаковић
- Више од каратеа, продукција: Скенду компанија, Бањалука, аутор: Милош Стојаковић
- Козара која нестаје, продукција: АТМА - Приједор, аутор: Зоран Радоњић
- Ора ет Лабора, продукција: Академија уметности - Бањалука, режија: Предраг Соломун
- На Дрини Ћуприја, продукција: Академија умјетности - Бањалука, режија: Зоран Јовићић
- Вода, продукција: Академија умјетности - Бањалука, режија: Бојан Трнић
- Весели бријег, продукција: Академија умјетности - Бањалука, режија: Горан Јовановић
- Неки други људи, продукција: Академија умјетности - Бањалука, режија: Давор Пешевић

## 2005.
- Варијације, продукција: Академија умјетности Бања Лука, режија: Тамара Кесић
- Маријана, продукција: Савез логораша Републике Српске, режија: Сњежана Лаловић
- Врелце, продукција: Форум театар Српско Срајево и Завод за уџбенике и наставна средства Републике Српске, режија: Витомир Митрић
- Птице Бардаче, продукција: Асоцијација за визуелне умјетности ФЕНИX АРТ и Асоцијација за визуелну културу ВИЗАРТ из Бање Луке, режија: Горан Дујаковић (2004/2005)
- Моменток, продукција: Академија умјетности Бањалука, режија: Огњен Поповић
- Вељко и млин, продукција: Академија умјетности Бањалука, режија: Гордана Бабић
- Посао снова, продукција: ЦКС Поправак и Б. а. Б. е, режија: Данијела Мајсторовић
- Истина о четницима, продукција: ТВ Бел Канал Бањалука, продуценти: Ранко Пешикан и Синиша Рашљић, сценарио и режија: Синиша Рашљић, текст читао: Небојша Зубовић, дужина: 77 мин, филм је сниман у периоду од јануара 2004. до априла 2005. године на разним локацијама у Републици Српској и Републици Србији, (мај 2005)
- Одлазак шампиона, продукција: Радио-телевизија Републике Српске, режија: Михајло Орловић
- Манастир Возућица дванаест година послије, продукција: Срна филм, режија: Милован Пандуревић
- Слушај Јелицину пјесму, продукција: Радио-телевизија Републике Српске, аутор: Мира Лолић - Мочевић
- Мистерија људског постојања, продукција: Независна РТВ - Бањалука, режија: Јелена Ђокић, сценарио: мр Енес Милак
- Бадњи дан и Божић у Поткозарју, продукција: Радио-телевизија РС - Бањалука, аутор: Саша Гороња
- Пеција, продукција: Радио-телевизија РС - Бањалука, аутор: Михајло Орловић
- ТВ бранд, аутор:  Иван Аћимовић
- Испод земље, продукција: Академија умјетности - Бањалука, режија: Љубишта Ћетојевић
- Даске које живот значе, продукција:  Академија умјетности - Бањалука, режија: Марко Шипка
- Суботом имам брата, продукција:  Академија умјетности - Бањалука, режија: Далибор Јосиповић
- Сутјеска (Ергела Вучијак), продукција:  Академија умјетности - Бањалука, режија: Синиша Грабеж
- Златне тачке, продукција:  Академија умјетности - Бањалука, режија: Мишо Кочић
- Како коме Нова година, продукција:  Академија умјетности - Бањалука, режија: Саша Хајдуковић
- Крвава сарајевска свадба , продукција: Српска-радио телевизија (РТРС), режија: Драган Тепавчевић,

## 2006.
- Људи смо, зар не?, продукција: ВизАрт, Асоцијација за визуелне умјетности Бања Лука и Академија умјетности Бања Лука, режија: Перо Павловић (добитник више међународних награда)

## 2007.
- Самарице, продукција: ?, режија: Симо Брдар
- Сваки дан се сунце рађа, продукција: Асоцијација за визуелне умјетности ФЕНИX АРТ Бања Лука, и Академија умјетности Бања Лука, режија: Горан Дујаковић (добитник награде на Филмском фестивалу „Бдење душе“ у Сремским Карловцима)
- Мјесто злочина, документарни филм, продукција Срна филм, режија: Милован Пандуревић, сценарио: Милован Пандуревић, Милован Јевтовић, Маја Бекчић-Петровић, новинари: Сњежан Лаловић, Јадранка Пандуревић, Миодраг Тарана, Зоран Поповић, Ненад Трбић.[4]

## 2008.
- А Бог је ћутао, продукција: Филм и тон, режија: Симо Брдар
- Још сам цура, болан, продукција: Радио-телевизија Републике Српске, режија: Сњежан Лаловић, година производње: 2008/2009. (награда „Гран при“ Међународног фестивала „Први кадар“ у Источном Сарајеву 2009. године)
- Турнеја (филм), продукција: Балкан филм из Бање Луке и Тестамент филмС из Београда, режија: Горна Марковић (филм је финансирала Влада Републике Српске заједно са Владом Републике Србије)
- Мученици, продукција: Радио-телевизија Републике Српске, режија: Денис Цвитичанин.

## 2009.
- Свети Георгије убива аждаху продукција: Делириум, и Радио-телевизија Србије, режија: Срђан Драгојевић (филм је финансирала Влада Републике Српске заједно са Владом Републике Србије)
- 32. децембар, продукција: ВизАрт, Асоцијација за визуелне умјетности Бања Лука, режија: Саша Хајдуковић, премијера: 2. децембар 2009. (филм је финансирала Влада Републике Српске)[тражи се извор]
- Љуби брата, продукција: Савез логораша Републике Српске, режија: Милан Кнежевић и Далибор Јосиповић
- Сарајево логор(и) за Србе, продукција: Савез логораша Републике Српске и Удружење логораша регије Бирач, режија: Милан Кнежевић и Далибор Јосиповић
- Вријеме (филм), продукција: ВизАрт, Асоцијација за визуелне умјетности Бања Лука, режија: Марко Шипка
- Звук тишине, продукција: ВизАрт, Асоцијација за визуелне умјетности Бања Лука, режија: Перо Павловић

## 2010.
- Мотел Нана, продукција: ВизАрт, Асоцијација за визуелне умјетности Бања Лука, режија: Предраг Велиновић (филм је финансирала Влада Републике Српске заједно са Владом Републике Србије) (добитник награде Филмског фестивала у Сопоту (Софеста) 2010. године)
- Поносни на Српску, продукција: ?, режија: ?, премијера: 2. јуни 2010. (филм је финансирала Влада Републике Српске)
- Балкански витезови, продукција: ВизАрт, Асоцијација за визуелне умјетности Бања Лука, режија: Немања Савановић
- Тајанствени преображај случаја Ф84.0, продукција: ВизАрт, Асоцијација за визуелне умјетности Бања Лука, режија: Петар Билбија
- Досије Сребреница, продукција: Савез логораша Републике Српске, документарни филм, режија: Милан Кнежевић и Далибор Јосиповић
- Црна књига-континуитет страдања Срба у 20. вијеку, продукција: Савез логораша Републике Српске, режија: Милан Кнежевић и Далибор Јосиповић

## 2011.
- Непријатељ, продукција: Балкан филм из Бање Луке, режија: Дејан Зечевић, (2010/2011) (филм је финансирала Влада Републике Српске заједно са Владом Републике Србије)
- Досије Сребреница документарни филм, режија: Милан Кнежевић и Далибор Јосиповић, продукција: Савез логораша Републике Српске
- Црна књига-континуитет страдања Срба у 20 вијеку, режија: Милан Кнежевић и Далибор Јосиповић, продукција: Савез логораша Републике Српске
- Свједоци говоре (документарни филм у коме преживјели говоре о усташком логору Јасеновац), режија: Драго Трнинић, продукција: Радио-телевизија Републике Српске. Филм је премијерно приказан 23. маја 2011. на Петој међународној конференцији о Јасеновцу у Бањалуци.[5]

## 2012.
- Добро јутро, комшија - комедија
- Нина свједочанство о покољу у Дракулићу, Шарговцу, Мотикама и руднику Раковац), документарни филм, режија: Мира Лолић Мочевић, производња РТРС.[6]
- Средња Босна-протјеривање Срба, документарни филм, режија: Милан Кнежевић и Далибор Јосиповић, продукција: Савез логораша Републике Српске.
- Средња Босна-друга страна рата, документарни филм, режија: Милан Кнежевић и Далибор Јосиповић, продукција: Савез логораша Републике Српске.
- Арие, документарно биографски филм о животу Арије Ливне.[7] Филм је направљен у режији Гордане Цимеше и продукцији Радио-телевизије Републике Српске, премијерно је приказан 25. јуна 2012. у Академији наука и умјетности Републике Српске.[7]
- „Рашћани село којег нема“, аутори: Милан Кнежевић и Далибор Јосиповић, продукција: Савез логораша Републике Српске

## 2013.
- Љубав и рат, филм у режији прослављеног српског режисера Емира Кустурице чије снимање је почело 2013. године

"Лет у злочин" док. филм о бомбардовању Републике Српске 1995. Аутори: Милан Кнежевић и Далибор Јосиповић продукција: Савез логораша Републике Српске 2013.

## 2014.
- Добро јутро, комшија 2 - комедија

## 2016.
- Добро јутро, комшија 3 - комедија

## 2017.
- Добро јутро, комшија 4 - комедија

## 2019.
- Добро јутро, комшија 5 - комедија

## Најављени филмови
- Филм „Тежина срца“ о смрти 12 бањалучких беба је најављен за 2012, али је снимање одгођено због недостатка новца.[8]

## Играни филмови
| Назив                       | Категорија               | Жанр                       | Језик  | Режија            | Сценарио                                        | Продукција                                                       | Год/Прем.                     | Дужина       | Награде                                                    | Напомена                                                                      | Слика |
| --------------------------- | ------------------------ | -------------------------- | ------ | ----------------- | ----------------------------------------------- | ---------------------------------------------------------------- | ----------------------------- | ------------ | ---------------------------------------------------------- | ----------------------------------------------------------------------------- | ----- |
| Мејдан Симеуна Ђака         | дугометражни играни филм | ратни, историјски          | Српски | Петар Зец         | Петар Зец, према истоименом роману Петра Кочића | Независна радио-телевизија Бања Лука, и Радио-телевизија Београд | (1999)                        | 71'25 минута |                                                            | филм је финансирала Влада Републике Српске                                    |       |
| Турнеја (филм)              | дугометражни играни филм | ратни, историјски          | Српски | Горан Марковић    | Горан Марковић                                  | Балкан филм из Бање Луке и Тестамент филмС из Београда           | (2008) 8. октобар 2008.       | 102 минута   | кандидат за Оскара                                         | филм је финансирала Влада Републике Српске заједно са Владом Републике Србије |       |
| Свети Георгије убива аждаху | дугометражни играни филм | ратни, историјски, романса | Српски | Срђан Драгојевић  | Душан Ковачевић                                 | Делириум, и Радио-телевизија Србије                              | (2009)                        | 120 минута   | више награда, кандидат за Оскара                           | филм је финансирала Влада Републике Српске заједно са Владом Републике Србије |       |
| 32. децембар                | дугометражни играни филм | драма, романса             | Српски | Саша Хајдуковић   | Саша Хајдуковић                                 | ВизАрт, Асоцијација за визуелне умјетности Бања Лука             | (2009/2010) 2. децембар 2009. | 88 минута    |                                                            | филм је финансирала Влада Републике Српске                                    |       |
| Мотел Нана                  | дугометражни играни филм | драма                      | Српски | Предраг Велиновић | Ранко Божић                                     | ВизАрт, Асоцијација за визуелне умјетности Бања Лука             | (2010)                        | 92 минута    | награде Филмског фестивала у Сопоту (Софеста) 2010. године | филм је финансирала Влада Републике Српске заједно са Владом Републике Србије |       |
| Непријатељ                  | дугометражни играни филм | драма, ратни, трилер       | Српски | Дејан Зечевић     | Владимир Кецмановић                             | Балкан филм из Бање Луке                                         | (2010/2011)                   | 108 минута   |                                                            | филм је финансирала Влада Републике Српске заједно са Владом Републике Србије |       |

## Анимирани филмови
| Назив                                       | Техника        | Жанр                         | Језик  | Режија                       | Сценарио                                        | Продукција                                           | Год/Прем. | Дужина                  | Награде | Напомена                       | Слика |
| ------------------------------------------- | -------------- | ---------------------------- | ------ | ---------------------------- | ----------------------------------------------- | ---------------------------------------------------- | --------- | ----------------------- | ------- | ------------------------------ | ----- |
| Азбучни видео буквар Анимирани видео буквар | 2Д анимација   | образовни                    | Српски | Зоран Маслић                 | Зоран Маслић                                    | СРНА филм Српско Сарајево, Штит-М Београд            | (1994)    | 30 епизода X 1',30 мин. |         | Први српски електронски буквар |       |
| Буквар буквица                              | 2Д анимација   | експеримантални филм         | Српски | Миланко Јовановић            | Предраг Милошевић (анимација)                   | СРНА филм Српско Сарајево                            | (2000)    | 10',00 мин.             |         |                                |       |
| Дртимир и Ђубрило                           | 3Д анимација   | анимирани музички видео-спот | Српски | Огњен Радумило               | Огњен Радумило (анимација)                      |                                                      | (2004)    | 4',04 мин.              |         |                                |       |
| Добри витез Спасоје                         | 3Д анимација   |                              | Српски | Огњен Радумило               | Огњен Радумило (анимација)                      |                                                      | (2005)    | 4',40 мин.              |         |                                |       |
| ТВ бранд                                    | 3Д анимација   |                              | Српски | Иван Аћимовић                | Иван Аћимовић (анимација)                       |                                                      | (2005)    | 7',43 мин.              |         |                                |       |
| Филм о Тесли                                | 2Д анимација   |                              | Српски | Саша Гајић (главни аниматор) | Александар Трамошљика, Јелена Бујић (анимација) | Економска школа Бања Лука                            | (2006)    | 20',00 мин.             |         |                                |       |
| If You Need Me (Ако вам требам)             | 3Д анимација   |                              | Српски | Младен Ђукић (анимација)     |                                                 |                                                      | (2006)    | 10',00 мин.             |         |                                |       |
| Преноћиште за бубе                          | 3Д анимација   |                              | Српски | Огњен Радумило               | Огњен Радумило (анимација)                      |                                                      | (2006)    | 1',30 мин.              |         |                                |       |
| Прича о краљу                               | 3Д анимација   | анимирани музички видео-спот | Српски | Иван Аћимовић                | Иван Аћимовић (анимација)                       |                                                      | (2006)    | 3',45 мин.              |         |                                |       |
| Тајанствени преображај случаја Ф84.0        | анимирани филм |                              | Српски | Петар Билбија                |                                                 | ВизАрт, Асоцијација за визуелне умјетности Бања Лука | (2010)    | 30',00 мин.             |         |                                |       |